# Héctor Silva (rugbista)
Héctor Luis Silva (La Plata, 1º luglio 1945 – La Plata, 17 maggio 2021) è stato un rugbista a 15 e allenatore di rugby a 15 argentino, tecnico dei Pumas nella Coppa del Mondo di rugby 1987.

## Biografia
Tra i 14 e i 18 anni alternò il rugby alla pallacanestro; praticò il rugby nelle giovanili della squadra della sua città, il Rugby Club Los Tilos di La Plata, e a 18 anni fu in prima squadra; a 20 anni, nel 1965, esordì nei Pumas in un test match contro gli Junior Springbok in Sudafrica, nel corso di un tour che vide 11 vittorie su 16 incontri.
Divenuto capitano dei Pumas nel 1967, fu escluso dalla Nazionale nel 1971 per avere accettato di comparire in una pubblicità televisiva; benché mai formalmente sospeso, non fu convocato fino al 1977.
Nel 1980 fece parte della selezione sudamericana che partecipò a un tour in Sudafrica e chiuse la carriera internazionale ad agosto contro un World XV a Buenos Aires.
Tre anni più tardi prese la conduzione dei Tilos e in seguito fu chiamato a dirigere la Nazionale argentina in coppia con Angel Guastella; la coppia si dimise dopo il mancato passaggio del turno alla Coppa del Mondo di rugby 1987.
Ha continuato l'attività da allenatore in parallelo alla sua professione nella pubblica amministrazione, e saltuariamente ha collaborato come consulente sportivo e commentatore per testate giornalistiche.